# 椿ここ
椿 ここ（つばき ここ、2月13日 - ）は、日本の女優、タレント。元宝塚歌劇団月組の娘役。しまだプロダクション所属。
兵庫県神戸市、神戸松蔭高校出身。身長161cm。愛称は「椿」、「りょーたん」、｢つーここ｣。

## 来歴
2016年4月、宝塚音楽学校入学。
2018年4月、宝塚歌劇団に104期生として入団。入団時の成績は40番。星組宝塚大劇場公演『ANOTHER WORLD／Killer Rouge』で初舞台。その後、月組配属。
2019年12月28日、『I AM FROM AUSTRIA -故郷は甘き調べ-』東京公演千秋楽をもって、宝塚歌劇団を退団。
退団後はタレントとして活動している。

## 宝塚歌劇団時代の主な舞台

### 初舞台公演
- 2018年4月～6月、 『ANOTHER WORLD／Killer Rouge』（宝塚大劇場のみ）

### 月組配属後
- 2018年7月、『愛聖女（サントダムール）－Sainte♡d’Amour－』（バウホール）
- 2018年8月～11月、『エリザベート -愛と死の輪舞-』
- 2019年3月〜6月、 『夢現無双 -吉川英治原作「宮本武蔵」より-／クルンテープ　天使の都』新人公演：宮本村の少年（本役：白河りり）
- 2019年10月〜12月、『I AM FROM AUSTRIA-故郷は甘き調べ-』新人公演：ヴィクトリア（本役：妃純凛）　退団公演

## 宝塚歌劇団退団後の主な活動

### バラエティー・情報番組
- 情報スタジアム 4時!キャッチ（2020年 - 2021年、サンテレビ） - レポーター
- 遠藤章造のイケ男とイケ女のイケてるGOLF!（2020年10月6日 - 2021年12月29日、サンテレビ）
- NEWS×情報 キャッチ+（2021年 - 、サンテレビ） - レポーター
- パパイヤ鈴木のボールルームダンスwith Me（2022年7月8日 - 9月23日、サンテレビ）[2]
- 家、買いませんか？（2023年3月4日 - 3月25日、サンテレビ）[3]

### ドラマ
- 惑星スミスでネイキッドランチを（2021年4月6日 - 6月29日） - マユ 役

### ラジオ
- 椿ここのここいいね!（2023年4月2日 - 、Kiss FM）[4][5]